# Маринаро, Майкл
Майкл Маринаро (англ. Michael Marinaro; род. 7 января 1992 года, Сарния, Онтарио, Канада) — канадский фигурист, выступающий в парном катании с Кирстен Мур-Тауэрс. Они — вице-чемпионы четырёх континентов (2019), серебряные призёры этапов Гран-при Skate Canada (2019) и NHK Trophy (2019), победители турниров серии «Челленджер» U.S. Classic (2017) и Nebelhorn Trophy (2019), чемпионы Канады (2019, 2020) и двукратные бронзовые призёры национального чемпионата (2017, 2018).
До 2014 года выступал в паре с Маргарет Парди, с которой он — вице-чемпион мира среди юниоров (2013) и победитель первенства Канады среди юниоров (2010).
По состоянию на 28 ноября 2019 года пара Мур-Тауэрс / Маринаро занимает 4-е место в рейтинге Международного союза конькобежцев (ИСУ).

## Карьера

### В юниорском спорте
Майкл Маринаро родился 7 января 1992 года в провинции Онтарио, с детских лет увлёкся фигурным катанием. Вскоре он встал в парное катание. В паре с Маргарет Парди на дебютным первенстве Канады среди юниоров в январе 2010 года они сразу стали победителями. Это позволило им дебютировать в Гааге на мировом юниорском чемпионате. До этого они дебютировали на юниорских этапах Гран-при.
Следующий сезон пара провалила, они не попали на юниорский мировой чемпионат, при этом дебютировали на национальном чемпионате. Осенью 2011 года канадские фигуристы на этапе юниорского Гран-при в Латвии сумели выиграть бронзовую медаль. На национальном чемпионате они замкнули шестёрку лучших пар. В конце февраля 2012 года пара приняла участие в Минске на мировом юниорском чемпионате, где они в упорной борьбе финишировали в пятёрке лучших пар.
Следующий пред олимпийский сезон канадцы начали прекрасно, они выиграли оба юниорских этапа Гран-при в США и Хорватии, это дало им право принять участие в юниорском финале Гран-при в Сочи. В России они в упорной борьбе финишировали четвёртыми. На чемпионате Канады они заняли пятое место и получили право принять участие в мировом юниорском чемпионате в Милане, где выиграли серебряную медаль.

### Во взрослом спорте
В олимпийский сезон пара начала выступления по взрослому разряду. Фигуристы дебютировали в серии Гран-при. На этапах в США и Канаде они финишировали последними. На национальном чемпионате Парди с Маринаро финишировали вновь пятыми. На континентальный чемпионат в Тайбэй Канада отправила второй состав и Маргарет с Майклом дебютировали на чемпионате. Там они финишировали предпоследними. В мае Маргарет Парди приняла решение завершить свою активную спортивную карьеру. 6 июня Майкл встал в пару с Кирстен Мур-Тауэрс.
Они осенью дебютировали на канадском этапе Гран-при, где заняли шестое место. На чемпионате Канады 2015 года в Кингстоне новоиспечённая пара заняла четвёртое место (на втором месте была пара с прежнем партнёром Кирстен). На чемпионате четырёх континентов в Сеуле фигуристы выступили не совсем удачно: заняли предпоследнее место.
В новом сезоне пара дебютировала на одном из этапов серии «Челленджер» в Солт-Лейк-Сити, где уверено выиграла бронзовые медали. Далее они выступили вновь на этапе серии Гран-при дома; где выиграли третье место при этом пара улучшила все свои спортивные достижения. На следующем этапе Гран-при в России пара выступила не столь удачно, заняв седьмое место. На национальном чемпионате пара финишировала на четвёртом месте. Они были запасными в сборной и позже заменили, снявшихся с чемпионата мира Джулианну Сеген и Чарли Билодо. В начале апреля в Бостоне на мировом чемпионате канадская пара сумела пробиться в восьмёрку лучших мировых пар и улучшила все свои прежние спортивные достижения.
По целому ряду причин начало предолимпийского сезона у пары было сорвано. Впервые они стартовали в январе 2017 года на национальном чемпионате в Оттаве, где заняли третье место. В середине февраля канадские фигуристы выступили в Южной Корее на континентальном чемпионате, где они улучшили свои прежние достижения в короткой программе и сумме; при том финишировали в середине турнирной таблицы. Через два месяца после этого; после ряда отказов пара была отправлена на командный чемпионат мира, они выступили относительно неплохо. При этом улучшили свои прежние спортивные достижения в произвольной программе и сумме.

### Олимпийский сезон
В сентябре канадская пара начала олимпийский сезон в Солт-Лейк-Сити, где в упорной борьбе на турнире U.S. Classic они финишировал с золотой медалью. Через два месяца пара выступала на китайском этапе серии Гран-при в Пекине, где они финишировали с бронзовыми медалями. При этом им удалось улучшить свои прежние достижения в произвольной программе. В конце ноября на американском этапе в Лейк-Плэсиде они финишировали в середине турнирной таблицы. В начале 2018 года пара в Ванкувере удачно выступила на национальном чемпионате. Они финишировали с бронзовыми медалями и вошли в олимпийский состав. В середине февраля 2018 года в Канныне начались соревнования в индивидуальном турнире. Спортсмены выступили успешно они не значительно улучшили свои прежние достижения в произвольной программе. Финишировали рядом с десяткой лучших пар.

## Результаты выступлений

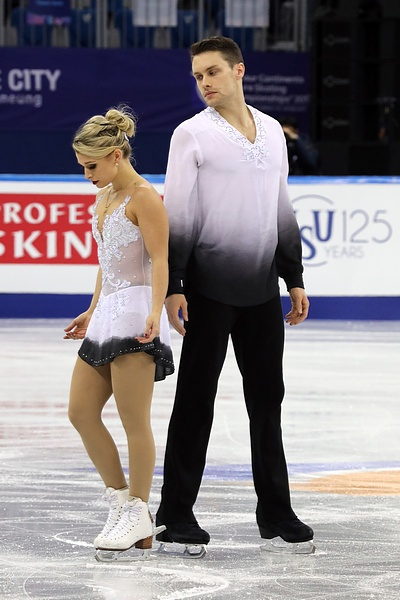
Мур-Тауэрс и Маринаро на чемпионате четырёх континентов 2017

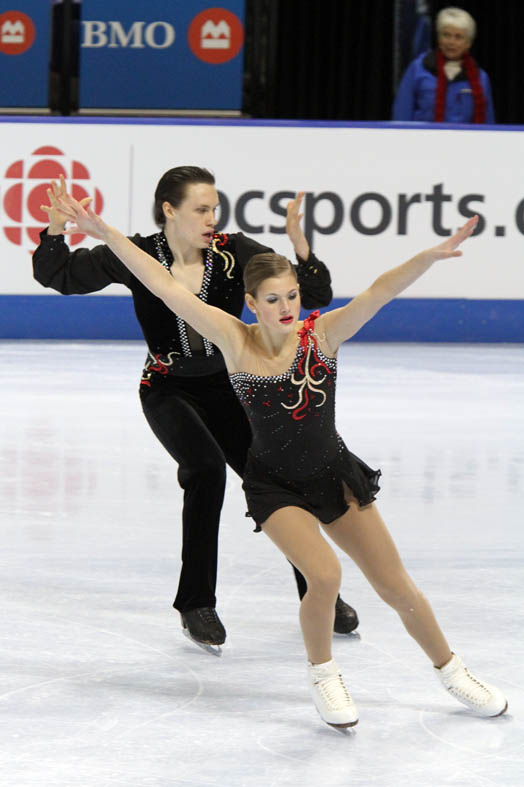
Парди и Маринаро на чемпионате Канады 2011

(с Кирстен Мур-Тауэрс)
| Соревнования                         | 14/15         | 15/16         | 16/17         | 17/18         | 18/19         | 19/20         |
| Международные                        | Международные | Международные | Международные | Международные | Международные | Международные |
| ------------------------------------ | ------------- | ------------- | ------------- | ------------- | ------------- | ------------- |
| Зимние Олимпийские игры              |               |               |               | 11            |               |               |
| Чемпионаты мира                      |               | 8             |               | 6             | 7             |               |
| Чемпионаты четырёх континентов       | 9             |               | 7             |               | 2             | 3             |
| Финалы Гран-при                      |               |               |               |               |               | 5             |
| Этапы Гран-при: Trophée Eric Bompard | 7             |               |               |               |               |               |
| Этапы Гран-при: Skate Canada         | 6             | 3             |               |               | 3             | 2             |
| Этапы Гран-при: Rostelecom Cup       |               | 7             |               |               |               |               |
| Этапы Гран-при: NHK Trophy           |               |               | WD            |               | 4             | 2             |
| Этапы Гран-при: Cup of China         |               |               |               | 3             |               |               |
| Этапы Гран-при: Skate America        |               |               |               | 6             |               |               |
| Челленджеры. U.S. Classic            |               | 3             |               | 1             |               |               |
| Челленджеры. Finlandia Trophy        |               |               |               |               | 2             |               |
| Челленджеры. Autumn Classic          |               |               |               |               | 2             |               |
| Челленджеры. Nebelhorn Trophy        |               |               |               |               |               | 1             |
| Международные командные              |               |               |               |               |               |               |
| Командные чемпионаты мира            |               |               | 4             |               | 5             |               |
| Национальные                         |               |               |               |               |               |               |
| Чемпионаты Канады                    | 4             | 4             | 3             | 3             | 1             | 1             |

(с Маргарет Парди)
| Соревнования                              | 09/10         | 10/11         | 11/12         | 12/13         | 13/14         |
| Международные                             | Международные | Международные | Международные | Международные | Международные |
| ----------------------------------------- | ------------- | ------------- | ------------- | ------------- | ------------- |
| Чемпионаты четырёх континентов            |               |               |               |               | 6             |
| Этапы Гран-при: Skate America             |               |               |               |               | 8             |
| Этапы Гран-при: Skate Canada              |               |               |               |               | 8             |
| Международные среди юниоров               |               |               |               |               |               |
| Чемпионаты мира среди юниоров             | 8             |               | 5             | 2             |               |
| Финалы юниорского Гран-при                |               |               |               | 4             |               |
| Этапы юниорского Гран-при: Австрия        |               |               | 10            |               |               |
| Этапы юниорского Гран-при: Хорватия       |               |               |               | 1             |               |
| Этапы юниорского Гран-при: Чехия          |               | 9             |               |               |               |
| Этапы юниорского Гран-при: Германия       | 10            |               |               |               |               |
| Этапы юниорского Гран-при: Латвия         |               |               | 3             |               |               |
| Этапы юниорского Гран-при: Польша         | 7             |               |               |               |               |
| Этапы юниорского Гран-при: Великобритания |               | 10            |               |               |               |
| Этапы юниорского Гран-при: США            |               |               |               | 1             |               |
| Национальные                              |               |               |               |               |               |
| Чемпионаты Канады                         |               | 9             | 6             | 5             | 5             |
| Первенство Канады среди юниоров           | 1             |               |               |               |               |